# 米歇爾·奧巴馬
米歇尔·拉范恩·罗宾森·奥巴马（英語：Michelle LaVaughn Robinson Obama，1964年1月17日—），是美国政治人物，民主黨籍，從2009年至2017年期間擔任美国第一夫人，是首位非裔美国人擔任美國第一夫人。随着丈夫贝拉克·奥巴马卸任總統後，定居首都华盛顿特区。

## 早年经历
蜜雪兒·歐巴馬在1964年1月17日生於芝加哥巴庫縣公益金醫院，成长于芝加哥南部，祖先是黑奴出身，曾由第一年班跳至第三年班的她於中學時代就讀芝加哥頂尖的惠特尼·扬高中，並曾名列校內成績最優等學生達4年。1981年中學畢業後升讀普林斯頓大學，主修社會學、副修非洲裔美國人研究，1985年以一級榮譽畢業，1988年在哈佛大学法学院取得法律博士学位。米歇爾有一於俄勒岡州立大學任職男子籃球教練的兄長。

## 个人生活

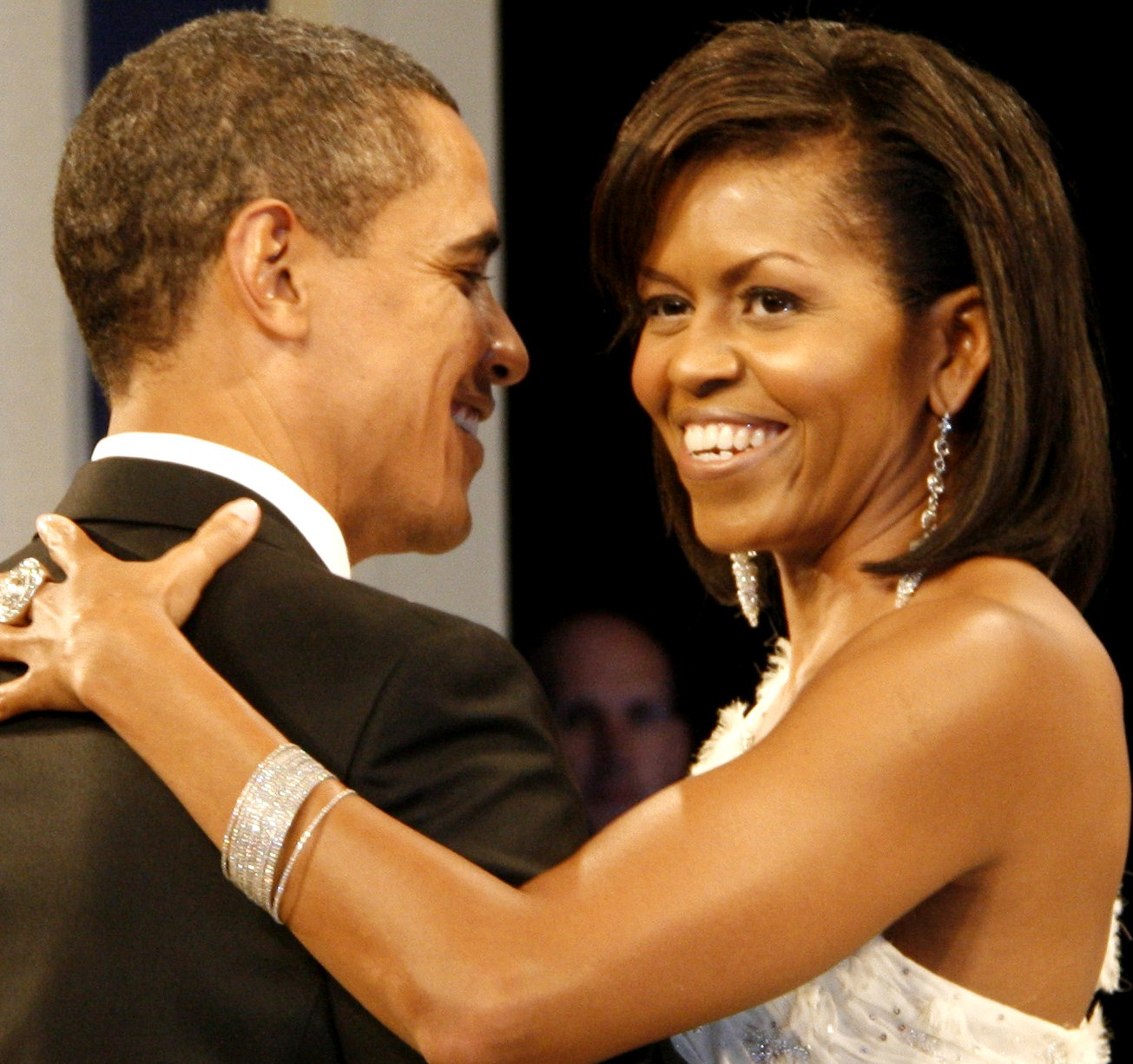
奥巴马夫妇舞会欢乐

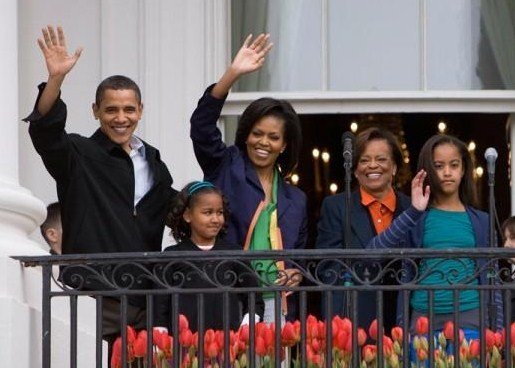
2009年4月，奥巴马夫妇与两个女儿，以及米歇尔的母亲共五人在白宫

米歇爾邂逅奧巴馬始於1989年，当时的奥巴马於盛德律师事务所任暑期實習生，米歇爾則被指派督導他，由於他們是絕無僅有的於該公司任職的美国黑人，因此兩人工作上十分投契。兩人於1992年結婚，育有兩名女兒：长女Malia，幼女Sasha，分别出生于1998年和2001年於芝加哥的芝加哥醫療中心出生的。
由於奧巴馬當選州參議員多年，因此奧巴馬夫婦遂將兩人送入芝加哥大學附屬私立小學就讀，以免傳媒打擾。

## 工作
法律博士學位畢業後，米歇爾於盛德律師事務所工作，她負責市場營銷及知識產權相關的法律工作。
離職後，她轉到芝加哥市政府任職市長助手，專責城市規劃及發展。1993年成為一非牟利機構的執行董事，3年後離職，她為該機構籌得的款項足以維持機構的12年運作。
1996年加入芝加哥大學出任學生事務處副處長，並設立了大學社會服務中心。2002年轉到芝加哥大學醫療中心，最初出任社區事務執行董事，2005年晉升為副董事長（社區及對外事務），直到目前仍為醫療中心副董事長，但已轉為兼職形式，以便投放更多時間於家庭生活。隨著奧巴馬冒起成為全國性政治人物，米歇爾開始成了流行文化的一部份。2006年5月，米歇爾被生活雜誌《元素》列為全球25名最激勵人心的女性；2007年7月，《浮華世界》選出她為世界十大衣着最佳女性（翌年7月再度當選）；2007年9月，哈佛大學舊生刊物《02138》將米歇爾列為哈佛第58名最重要的校友（她的丈夫奧巴馬被列為第4名最重要校友）；2008年《人物》杂志的衣着最佳選舉，她亦榜上有名，更被雜誌稱讚拥有「典雅及有自信」的外表。部份傳媒更將她與已故第一夫人積琪蓮·甘迺迪比較，表示不單止外表，連她的談吐也大方得體。而《紐約時報》則將另一位前第一夫人芭芭拉·布殊的舉止及時裝觸覺與米歇爾相提並論。
米歇爾亦曾是紐約證券交易所一上市食品公司的董事局成員。根據奧巴馬夫婦申報之2006年除稅後收入，米歇爾任職芝加哥大學醫療中心的年薪為27萬美元；而奧巴馬任參議員的全年薪酬則為15萬美元。若將食品公司董事、投資及出版收益計算在內，夫婦的2006年總收入達99萬美元。

## 政治活動

### 助夫选总统

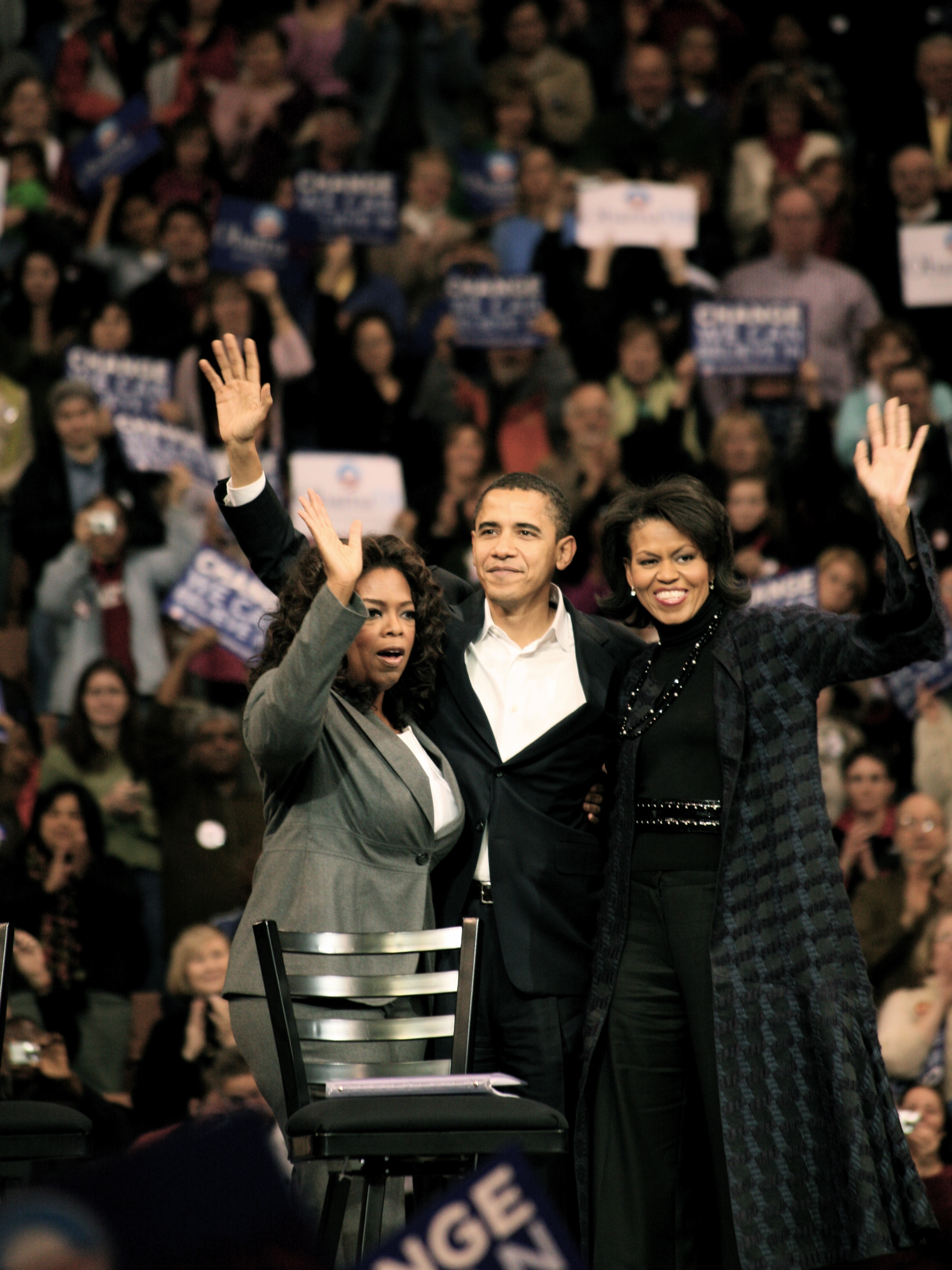
奧巴馬夫婦與著名節目主持人奧花·雲費，時為2007年12月10日

儘管米歇爾在奧巴馬出選參議員時已協助他籌款及建立助選團，但起初並不積極參與其中。當夫婿參加2000年美國眾議院選舉時，芝加哥大學上司問她如何能盡情投入助選，她回應探訪了許多家庭，當中收到很多寶貴意見。2007年5月，丈夫宣佈角逐總統選舉後3個月，她開始減少80%公職以全力為丈夫助選。競選初期，她開始教導兩名女兒獨立，然後增加出席競選活動日數。2008年2月初，她於8日內出席了33場競選集會，而奧巴馬出席的集會裡，最少2場邀請了美國著名節目主持奧花·雲費增加聲勢。2007年，米歇爾開始協助丈夫作全國性巡迴演說拉籠選民。《芝加哥太陽報》指她是一名鬥士，堅決熱誠為丈夫助選，顯示出發自內心的口才與智慧。米歇爾則僱用了全女班的助手團以迎合她的政治角色，她表示曾協商出丈夫不再吸煙來換取她傾力為丈夫助選。關於她作為總統參選人之配偶的角色，她表示：「我的角色並非資深顧問。」在美國民主黨未甄選出最後2名候選人之前，她被視為最低知名度的候選人配偶。她於競選起初展示出諷刺性的幽默及細訴家庭生活的趣事，但傳媒開始質疑她的讥讽式幽默不能在印刷媒介詮釋清楚，她因此轉為低調。《紐約時報》則訪問她假如前第一夫人希拉里·克林頓最終取得黨內提名，她會否支持及為她助選？米歇爾表示要視乎希拉里的政策、態度及語調。她又補充「你要知道，無論誰取得最終提名，所有黨員均需努力。」儘管2008年競選活動中，她對希拉里有批評，米歇爾2004年曾被問及最敬佩哪位領袖配偶，她當時的答案正是希拉里：「她是一位聰明、親切、團結的人。」2008年10月6日，米歇爾則被著名節目主持人拉里·金問到布拉德利效應是否已經過去，她強調奧巴馬勝出了黨內提名已顯示他有一定實力。就在這個週末，米歇爾為競選活動及民主黨全國委員會籌得巨額款項。

### 關於「人生中第一次」言論的批評

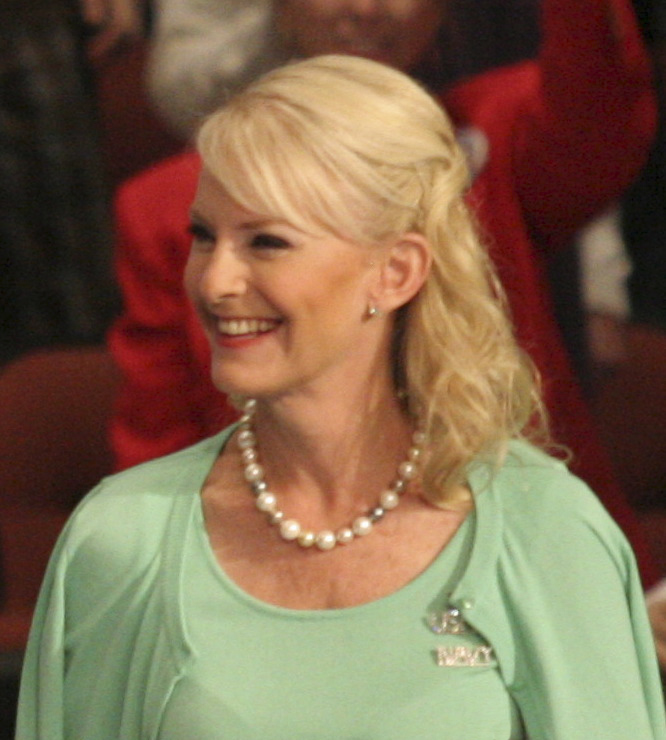
2008年共和黨總統侯選人麥凱恩的妻子，辛迪曾批評米歇爾不夠愛國

2008年2月18日，米歇爾在威斯康辛州最大城市密爾瓦基發言時提到「這是我人生中第一次為國家感到自豪，因為希望已重臨。」傍晚，她轉抵威斯康辛州第二大城市麥迪遜補充說「這是我人生中最為美国自豪的一次，因奧巴馬實在做得很好，我亦感到民眾非常渴望『轉變（Change）』。」事後不少評論員批評她的言論，而這句話亦立即引起共和黨總統候選人麥凱恩妻子辛迪的抨擊，辛迪回應自己一直以國家為傲，但原來對手妻子才首次為國自豪，奧巴馬的競選辦隨即發聲明指「她的言論只是發表意見，奧巴馬本人則為妻子解困及對這些無理抨擊“感到沮喪”。2008年6月，第一夫人勞拉暗示米歇爾言論被傳媒歪曲：「我認為她是指更加自豪......你知要兼顧總統選舉活動及侯選人配偶的身份會相當困難。」
競選過程中，傳媒經常將米歇爾標籤為「易怒的黑人女人」，部分網站更企圖散播這些觀念，導致她要作出回應：「奧巴馬與我已成為公眾人物多年，我們已習慣了這些批評，所以不會理會它们。」當2008年8月的美國民主黨全國代表大會進行期間，傳媒觀察到米歇爾的表現較競選初期溫和，開始集中關注實質性議題及與觀眾打成一片，而並非反駁挑戰她的人。她亦較多接受電視台清談節目及女性刊物專訪，而並非出現於電視新聞報道上。她的轉變亦反映在衣着上，較多穿背心裙，以予人隨和的形象。

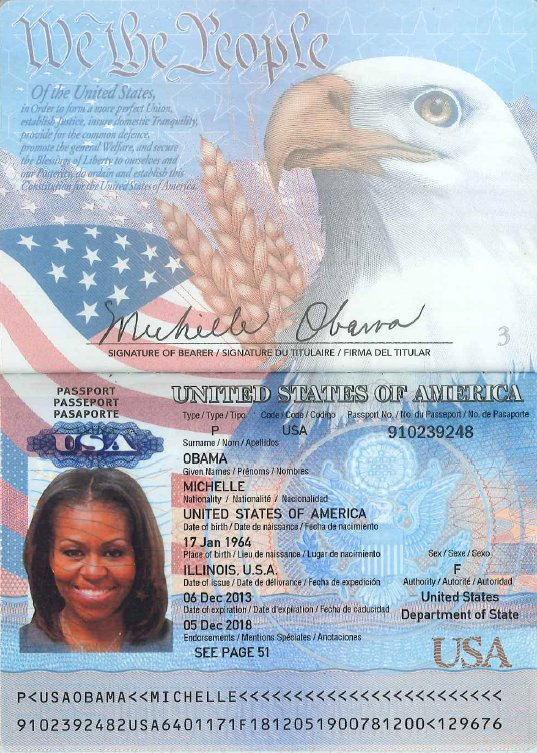
米歇爾·奧巴馬的护照

### 2008年美國民主黨全國代表大會演說
米歇爾非常重視自己在全國競選活動首場的公開演說，2008年8月25日，美國民主黨舉行全國代表大會首天，她傳遞了施政方針：將自己與丈夫及女兒扮演為美國夢的化身。發言的還包括眾議員小杰西·杰克逊，與及患上腦癌的著名資深參議員爱德华·肯尼迪，他們的出現均搶去米歇爾不少風頭。米歇爾形容丈夫以家庭優先及自己與一般家庭主婦無異，演說中亦提及自己與丈夫的背景與成長歷程，她倆均深信「一分耕耘，一分收穫。即使你不認識或不認同某人，但只要堅持信念，及以謙虛與尊敬的心去對待別人，便會最終得到別人接納。」米歇爾亦再次強調自己一直以來的愛國心，以回應傳媒早前曲解她「人生中第一次為國家自豪」的言論。演講完畢，兩名女兒上台接受大家的鼓勵及與大螢光幕上進行視像直播的父親打招呼。
演說後得到的回響普遍为正面，政治評論員安德鲁·沙利文形容这是他出席的所有大會中“最感人、振奮、謙卑，及最動聽”的一次演講；論政月刊《美國視野》的助理主編埃兹拉·克莱因则赞赏这段演讲“表达良好、构思巧妙”，並形容米歇爾“有活力、坦率及親切”；美國雙週刊《新共和》則認為米歇爾“應着重強調她的專業及學術成就”。

### 首次访华
2014年3月20日～26日，米歇尔·奥巴马应时任中国国家领导人习近平夫人彭丽媛邀请在母亲玛丽安·罗宾逊和两个女儿的陪同下对北京、西安、成都进行访问。这是米歇尔·奥巴马首次访华，也是美国第一夫人历史上第一次单独正式访问中华人民共和国。

## 與霍士電視台的爭拗
米歇爾曾牽涉奧巴馬與霍士新聞相關的3個報道爭議中的其中2個。事緣2008年6月11日，霍士在專訪保守的亞裔美籍專欄作家米歇爾·馬爾金時引用一幅圖片，圖中的標題指「冒犯自由主義：選民勿投未婚媽媽米歇爾」，後經霍士查證，該公司承認錯誤引用《論政報》的不實報道，事实上兩人已在法律上完婚。另外，奧巴馬夫婦在6月3日民主黨總統侯選人黨內初選結束當晚深情地用拳頭碰拳頭的方式互相祝賀，但竟被霍士新聞說成「恐怖分子互相拳擊」，事後霍士撤銷有關報道。

## 卸任第一夫人後生活
唐納·川普打敗希拉蕊·柯林頓，當選總統後，有不少人揣測蜜雪兒可能參與2020年美國總統選舉，民調亦顯示她於民主黨內支持度領先，但她已經多次拒絕。2018年著有《成為這樣的我：蜜雪兒·歐巴馬》。

## 著作
- 《美国式种植：白宫菜园和全美菜园的故事》2012，中文版2016电子工业出版社
- 《成為這樣的我：蜜雪兒·歐巴馬》2018。中文版2019天地出版社
- 《我们携带的光》2022。中文版2023中信出版社